# John Boyle
John Boyle (Condado de Spencer, 1 de março de 1845 — Estrela do Sul, 4 de outubro de 1892) foi um pastor e missionário estadunidense, um dos pioneiros da Igreja Presbiteriana do Brasil na região central do Brasil.

## História
Filho de William e Esther Glass Boyle, John Boyle nasceu no condado de Spencer no norte do Estado do Kentucky. Estudou no Centre College de Kentucky e e trabalhou como professor, ingressando em seguida no Union Theological Seminary em 1970 em Hampton-Sidiney na Virginia, tendo sido ordenado pelo Presbitério de Transylvania, em 6 de junho de 1872. Em março do ano seguinte, partiu de Nova York, na companhia de sua esposa, a Sra. Agnes Woodson Morton Boyle, para Recife, tendo chegado em 15 de abril de 1873, três meses depois da chegada do Rev. John Rockwell Smith. No entanto, não permaneceu tanto tempo no Nordeste, Recife e em virtude do clima, mudou-se para Campinas em abril 1975, a fim de auxiliar o Rev. Edward Lane tanto no seu trabalho evangelístico, quanto educacional. Ocupou a direção do colégio de meninas anexo ao Colégio Internacional. Foi arrolado pelo antigo Presbitério de São Paulo, filiado à PCUS, em 1877, último ano da existência daquele concílio.
No início de 1879, Boyle fixou residência em Mogi-Mirim, de onde evangelizou extensamente a região limítrofe com Minas Gerais. Naquela cidade residia um crente alemão chamado Jacob Filipe Wingerther, que era dedicado colportor e evangelista da Missão de Nashville. Em 22 de agosto do mesmo ano, acompanhado de Wingerther, Boyle esteve pela primeira vez em Cabo Verde, Minas Gerais, pregando a cerca de 60 pessoas na sala da maçonaria, a convite do fazendeiro Antônio de Pádua Dias, que vinha lendo a Bíblia há algum tempo
No início da década de 1880, Boyle esteve em Cajuru, na qual foi recepcionado pelo chefe maçônico Miguel Rizzo. Este converteu-se, juntamente com sua família, da qual procedeu o Rev. Miguel Rizzo Junior, seu filho, que veio a ser pastor da Igreja Presbiteriana Unida de São Paulo e grande ajudador da Igreja Presbiteriana de Vila Mariana, recebendo o epíteto "o príncipe do púlpito presbiteriano."
A igreja local seria organizada pelo Rev. Miguel Torres, no sítio de Pádua Dias, em São Bartolomeu, em 22 de maio 1881. Outra cidade que Boyle visitou foi Cajuru, onde a única pessoa a acolhê-lo foi o chefe maçônico local, Miguel Rizzo, que veio a converter-se com a sua família. Seu filho do mesmo nome foi o ilustre pastor da Igreja Unida de São Paulo e o “príncipe do púlpito presbiteriano”. Em seu trabalho missionário, Wingerther havia feito longas viagens até o Triângulo Mineiro, trazendo a Boyle informações sobre as oportunidades evangelísticas daquela vasta região.
Em 1881 e 1882, Boyle fez as suas primeiras viagens de reconhecimento no Brasil Central, chegando até Uberaba. No ano seguinte, Wingerther foi até Paracatu e outra vez trouxe um relatório entusiástico sobre a receptividade do povo. Em meados de 1884, os dois obreiros visitaram, entre outros lugares, Araguari, Bagagem, Paracatu, Santa Luzia de Goiás e Formosa. Entre os primeiros conversos de Araguari estavam Querubino dos Santos e o casal Tertuliano e Maria Otília Goulart, pais do futuro Rev. Jorge Thompson Goulart. Os primos Tertuliano e Querubino haviam sido influenciados pela leitura da Bíblia e de um exemplar da Imprensa Evangélica, pelo qual souberam que um missionário americano, John Boyle, se oferecia para explicar o evangelho a quem o procurasse. Escreveram para Boyle em Mogi-Mirim. Este foi a Bagagem, de onde tinha sido enviada a carta, mas os moços haviam transferido residência para Araguari. Em Bagagem, Boyle encontrou um ferreiro que se convertera pela leitura da Bíblia e estava pronto para professar a fé, embora nunca tivesse ouvido falar em igrejas evangélicas. Seguindo para Araguari, encontrou os dois moços, recebendo-os por profissão de fé, junto com vários parentes, no domingo dia 13 de julho de 1884. Estes foram os primeiros crentes presbiterianos de todo o Triângulo Mineiro. A viagem de retorno de Luziânia a Mogi-Mirim durou quatro semanas e dois dias de cavalgada incessante.
Até 1884, Boyle já havia percorrido Mogi-Mirim, Uberaba, Araguari, Barragem, Paracatu, Santa Luzia de Goiás e Formosa. Foi pai na fé dos primeiros crentes do Triângulo Mineiro. Em 1885, Boyle foi aos Estados Unidos em gozo de férias (residiu em Danville, Kentucky) e obteve permissão para mudar-se para o interior do Brasil. Retornou no ano seguinte, trazendo consigo um novo missionário, Rev. George Wood Thompson. De agosto a outubro do mesmo ano (1886), os dois ministros visitaram os lugares em que Boyle havia pregado em 1884 e concluíram que Bagagem, uma cidade de garimpeiros, na qual Tertuliano e Querubino estavam residindo novamente, devia ser a nova base de operações. Em 14 de abril de 1887, Boyle participou da criação do Presbitério de Campinas e Oeste de Minas, sucessor do antigo Presbitério de São Paulo, extinto dez anos antes. Em julho, a família Boyle e o Rev. Thompson mudaram-se para Bagagem, hoje denominada Estrela do Sul (devido ao famoso diamante com esse nome lá encontrado), no norte do Triângulo Mineiro. A mudança foi uma verdadeira epopéia, narrada com detalhes em um relato enviado ao periódico The Missionary. Com isso, foi formalmente reconhecida a Missão do Interior do Brasil. Em 1888, ao visitar Goiás, Boyle percorreu mais de 1.500km fazendo uma viagem de mais de 1500 km. Atravessando os rios Paranaíba e São Marcos, pregou em Catalão, Caldas Novas, Morrinhos, Santa Luzia, Formosa, Jaraguá, Entre Rios e Curralinhos, chegando até a antiga capital da província, Goiás Velho. Numa carta enviada ao periódico de missões, ele expressou o desejo de evangelizar o Vale do Tocantins e chegar até o Amazonas. No mesmo ano, participou da criação do Sínodo Presbiteriano, sendo eleito vice-moderador, e passou a integrar o novo Presbitério de Minas.  Em janeiro de 1889, Boyle lançou o apreciado jornal O Evangelista, revivido mais tarde em Araguari por seu discípulo Querubino dos Santos e em Descalvado pelo Rev. Alva Hardie. Nas suas “Cartas ao Bispo de Goiás”, publicadas nesse periódico a partir de 1891, respondeu às acusações contidas no folheto antiprotestante “O Neófito”, publicado no Recife em 1879.
Enquanto Boyle viajava em Goiás, Thompson e Hugh C. Tucker, o secretário da Sociedade Bíblica Americana, foram de Paracatu até o rio São Francisco, desceram por esse rio até o litoral e chegaram a Pernambuco. Thompson regressou ao Triângulo Mineiro, quando soube que a febre amarela havia atingido alguns colegas em Campinas. Ele foi ajudá-los, acabou contraindo a doença e veio a falecer. No final de 1889, chegou ao Brasil para substituí-lo o Rev. Frank A. Cowan e no ano seguinte ele e Boyle fizeram novamente o circuito de Goiás. Em 1891, a Sra. Boyle foi para os Estados Unidos com três filhos que precisavam estudar, deixando Boyle e o casal Cowan em Bagagem. No dia 1° de setembro daquele ano, Boyle pregou na cerimônia de ordenação dos licenciados João Vieira Bizarro, Herculano Ernesto de Gouvêa e Bento Ferraz, em Mogi-Mirim, na companhia dos Revs. Edward Lane e Miguel Torres. Entre outros, Boyle encaminhou na vida cristã e nos estudos para o ministério os jovens Delfino dos Anjos Teixeira e Álvaro E. Gonçalves dos Reis, tendo recebido este último por profissão de fé em 1882, em Mogi-Mirim.
Boyle não perdia tempo. Em uma de suas viagens, passou por cerca de 40 cidades e vilas e só não pregou em duas delas por falta de local. Até 1890, quando a Igreja Católica deixou de ser a religião oficial, eram vedadas as manifestações evangélicas ao ar livre. Nas suas viagens evangelísticas, Boyle distribuía Bíblias e Novos Testamentos, um dos quais mais tarde foi parar nas mãos do Sr. Davi de Melo. Já desapontado com a vida dissoluta do único padre da região, Davi passou a ler a Bíblia aos domingos com um vizinho protestante. Eventualmente ele, a esposa Maria Isabel e as três filhas foram recebidos por profissão de fé pelo Rev. Charles R. Morton. Algum tempo depois, seu irmão Manoel de Melo e a esposa, recém-casados, também professaram a fé com o Rev. Morton. Foram os pais de Maria de Melo Chaves, autora do livro Bandeirantes da Fé. Com o passar do tempo, todos os outros irmãos Melo se converteram.
Em meados de 1892, com o fim da Imprensa Evangélica, Boyle foi convidado para se transferir para São Paulo e reiniciar a publicação desse periódico pioneiro. Todavia, preferiu continuar evangelizando no interior, a sua verdadeira vocação (“meu coração está no sertão, e no sertão hei de ficar”). Ele e o Rev. Samuel Gammon foram ao Rio de Janeiro para recepcionar o Dr. Matthew Hale Houston (1841-1905), secretário do Comitê de Nashville de 1883 a 1893. Boyle também aguardava a chegada da esposa Agnes, que afinal não veio. Seguiram até Lavras a fim de estudar a possibilidade da mudança do Colégio Internacional para aquela cidade mineira. No início de setembro, os três obreiros participaram da reunião do Presbitério de Minas em Cabo Verde, cidade em que Boyle pregara pela primeira vez treze anos antes.
De volta a Bagagem, a última etapa da viagem de Boyle foi uma cavalgada de vinte e quatro horas seguidas, chegando em casa no dia 10 de setembro. Os amigos notaram que a sua saúde estava alterada. Sua atividade era febril: no jornal, na chácara e no Colégio Progresso Brasileiro, que havia fundado. O preparo de seus artigos para publicação em livro e um incêndio em sua propriedade, que exigiu esforço seu e dos amigos até a noite, levaram-no para a cama. Nos seus últimos dias, foi afligido pela dispnéia e por edemas. Orava pelos queridos ausentes e pelo trabalho, e cantava hinos, ora em português (“Na terra aos domingos Jesus descansamos”, Hinário Evangélico n° 69), ora em inglês (“O Lord, how many are my foes” = Senhor, quantos são os meus inimigos). 
Além de publicar O Evangelista, no qual revelou seus dotes de polemista, Boyle deixou sermões em O Púlpito Evangélico e escreveu o opúsculo A Índia e o Cristianismo. Também deu importante contribuição à hinologia evangélica. Produziu o hinário Hinos Evangélicos e Cânticos Sagrados, com 604 hinos e várias doxologias, o que lhe custou treze anos de abnegados esforços. Trinta e sete dos hinos são de sua autoria (letras – traduções), dentre os quais “Pátria minha, por ti suspiro”, “Pela fé avistamos além” e “Tributai, ó vós remidos”. O hinário foi publicado em 1888 pela Tipografia Laemmert, do Rio de Janeiro. Propôs-se a lançar, em seguida, a mesma coletânea com músicas, porém faleceu antes de realizar esse intento. Dezenove de suas produções figuravam nas edições antigas de Salmos e Hinos. O Hinário Presbiteriano Novo Cântico tem dois de seus hinos, “A minha alma está manchada” (n° 72) e “Sobre nuvem, fulgurante” (nº 295).
D. Agnes faleceu em 23 de março de 1902 em Fredericksburg, na Virgínia, onde era diretora de uma escola e abrigo de órfãos de missionários. Seus cinco filhos foram Gaston, Margaret Esther, Mary Venable, Woodson Morton e Lewis Holladay. Gaston Boyle, nascido em Mogi-Mirim em 31 de outubro de 1882, também foi missionário no Brasil, chegando a Campinas em 1908 para reaprender a língua. Casou-se em 1909 com Sarah Warfield Smith, filha do pioneiro John Rockwell Smith. Trabalhou inicialmente em Bragança (1909-1918), de onde penetrou fundo pela região montanhosa de Cambuí. Como seu pai, travou muitas polêmicas com os padres por meio de jornais e folhetos. Em seguida, trabalhou por vários anos no difícil campo de Itu, uma fortaleza jesuítica, no qual havia muitos pontos de pregação. Gaston retornou à pátria dos seus pais em 1933, falecendo muitos anos depois, em 9 de abril de 1965.
Seu filho mais velho, John Boyle (o mesmo nome do avô), veio mais tarde servir à Missão Leste (1938-1974). Chegou como obreiro leigo, residindo inicialmente em Lavras. Casou-se em 1942 com a missionária May Shepard Schlich, estudou no Seminário de Campinas e foi ordenado em 1950. O casal trabalhou em Paraguaçu Paulista, Formiga, Bambuí, Sete Lagoas e Ponta Porã. Ao se aposentarem, foram viver em Ubatuba, no litoral de São Paulo. Seu irmão Lewis Venable Boyle, nascido em Itu em 31 de dezembro de 1923, foi pastor de diversas igrejas nos Estados Unidos.
.

## Morte
Faleceu repentinamente no dia 4 de outubro de 1892, vitimado por um enfarte, tendo apenas 47 anos de idade. Seu túmulo de aspecto simples tem os dizeres de Apocalipse 14.13: “Bem-aventurados os mortos que desde agora morrem no Senhor”. Nesse mesmo ano aflitivo para o presbiterianismo brasileiro, já haviam falecido os Revs. Edward Lane e Miguel Gonçalves Torres. Em meados do ano seguinte, os Revs. Álvaro Reis e Caetano Nogueira Júnior organizaram formalmente as quatro igrejas fundadas por Boyle no Brasil Central: Bagagem, Paracatu, Santa Luzia de Goiás e Araguari. Até alguns anos atrás ainda podiam ser vistas em Estrela do Sul, junto ao rio que corta a pequena cidade, as ruínas do antigo casarão em que viveu a família Boyle. Deixou cinco filhos: Gaston, Margaret Esther, Mary Venable, Woodson Morton e Lewis Holladay. Gaston, seu primogênito, casou-se com Sarah Warfield Smith, filha do Rev. John Rockwell Smith. Seu neto, filho de Gaston, também chamado John Boyle fora ordenado pastor em 1950.